# Máximo Zertucha y Ojeda
Máximo Zertucha y Ojeda fue un médico Melenero, luchador de las Guerras de Independencia de Cuba.

## Biografía
Nace en Ciudad de La Habana, el 18 de noviembre de 1855. Existió cierta confusión acerca de que viviera en Bejucal y se debe a que tuvo un hermano, llamado Isidro, quién moró una parte de su vida en ese lugar y murió allí. Isidro fue médico también y uno de los supervivientes de la tragedia estudiantil de 1871.
Máximo Zertucha cursó el bachillerato en el Instituto de Segunda Enseñanza de la propia ciudad, y en la Universidad Nacional comenzó los estudios de Medicina que concluyó en México, cuyo título revalidó en La Habana en enero de 1879. En los primeros días de su presentación, Zertucha se radicó en La Habana, y poco después volvió para Melena del Sur. Con antelación a la guerra del 95 estuvo en Centro y Sur América, pero nunca estuvo en España ni tampoco murió allí, como algunos afirmaron.
Conoció a Maceo en el año 1892, cuando siendo médico de los vapores de una compañía trasatlántica, en uno de sus viajes por la América Central, estuvo en Puerto Limón, Costa Rica. De esas relaciones resultó la conversión de Zertucha al separatismo, así como su abandono del puesto que venía desempeñando en la citada compañía para poder permanecer en Cuba al tanto del movimiento revolucionario, entonces en preparación. Cerca de un año después de estallar la Guerra de Independencia, es decir, el 4 de febrero de 1896 se unió a las fuerzas de Pedro Díaz en Melena del Sur; el 13 del siguiente mes, Antonio Maceo lo nombró Jefe de Sanidad de las fuerzas invasoras, e incorporado a su Estado Mayor sustituyó al doctor Frexes en la Secretaría Particular del Lugarteniente General y fue su médico en sustitución del doctor Hernández. Fue el último de los tres médicos que tuvo Maceo.
Perteneció al primer ayuntamiento melenero en 1879, en 1885 es electo Alcalde Municipal.
A Zertucha debe Melena, primero como Alcalde y más tarde como responsable de Sanidad (del cual fue malignamente destituido en 1904, al chocar su intransigente rectitud con los intereses creados), el saneamiento del pueblo, ordenando la apertura de zanjas, la rotulación de las calles, clasificándolas por números, la adquisición de la Casa Ayuntamiento, entre otras utilidades públicas. En 1892 pasa a ocupar el cargo de Juez Municipal.
Amargado, envejecido y enfermo, murió el 26 de octubre de 1905 en Melena del Sur, donde siempre residió y reposan sus restos.

## Historia
El excoronel Máximo Zertucha y Ojeda, doctor en Medicina y Cirugía, exjefe del Cuarto Cuerpo de Sanidad del Ejército Libertador, desmintió el 20 de abril de 1898, ante un Tribunal de Honor, haber planeado el asesinato del Lugarteniente General Antonio Maceo Grajales, de quien era ayudante y médico personal.
Cuatro días más tarde, el Consejo de Gobierno convocó a un perdón colectivo de acuerdo con la investigación realizada. El galeno quedaba exonerado de toda culpa y salvada su dignidad como cubano.
Médico y ayudante personal de Antonio Maceo, tuvo que soportar toda su vida la imputación de ser el responsable de la muerte del Titán de Bronce. Ochenta años después del combate de San Pedro.
Doctor en Medicina y Cirugía, exjefe del Cuarto Cuerpo de Sanidad del Ejército Libertador, desmintió el 20 de abril de 1898, ante un Tribunal de Honor, haber planeado el asesinato del Lugarteniente General Antonio Maceo Grajales, de quien era ayudante y médico personal. Conoció a Maceo en 1892, cuando era médico de una compañía española de barcos trasatlánticos.